# James H. Southard

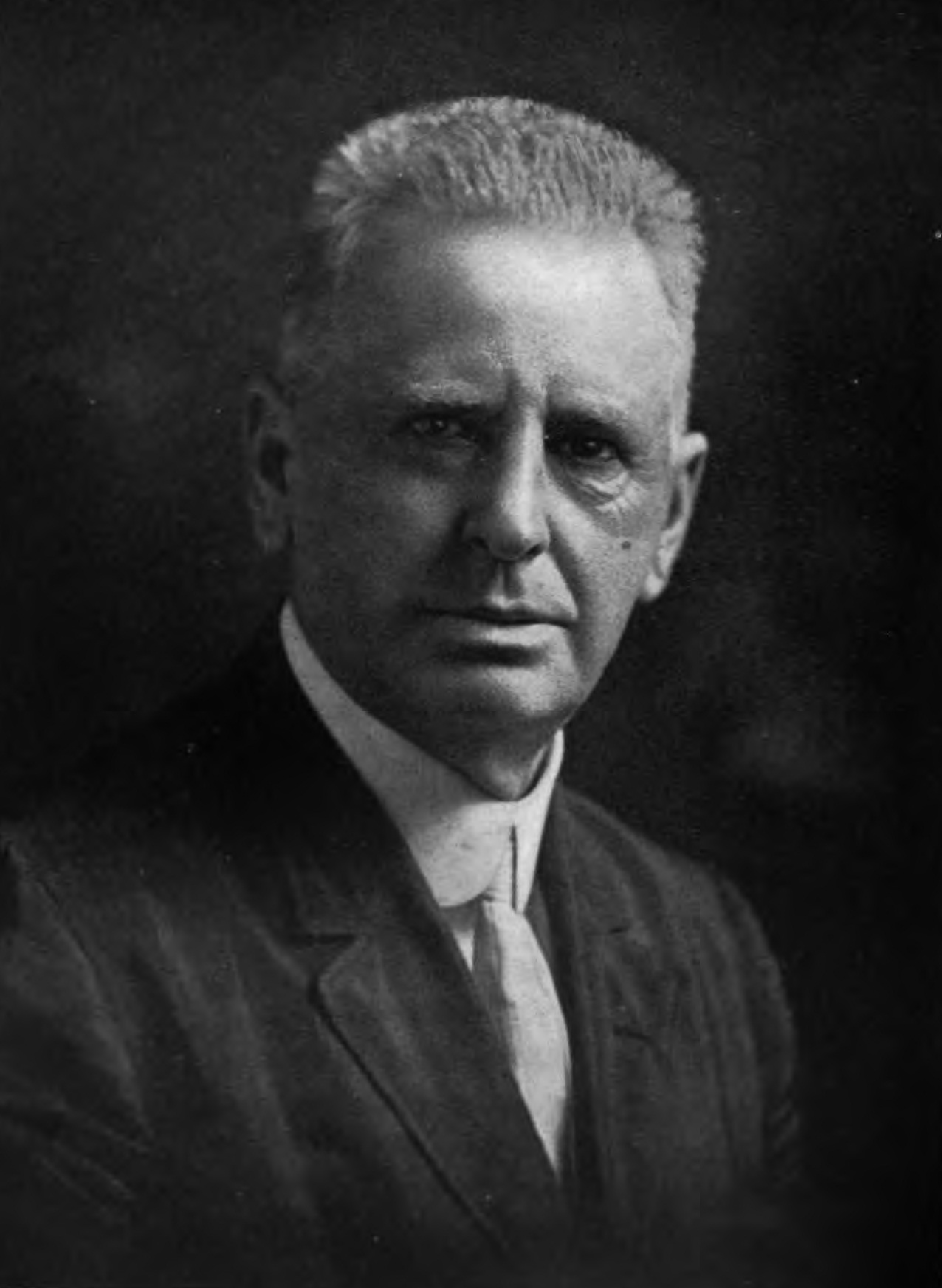
James H. Southard

James Harding Southard (* 20. Januar 1851 bei Toledo, Ohio; † 20. Februar 1919 ebenda) war ein US-amerikanischer Politiker. Zwischen 1895 und 1907 vertrat er den Bundesstaat Ohio im US-Repräsentantenhaus.

## Werdegang
James Southard besuchte die öffentlichen Schulen seiner Heimat und studierte danach bis 1874 an der Cornell University in Ithaca (New York). Nach einem anschließenden Jurastudium und seiner 1877 erfolgten Zulassung als Rechtsanwalt begann er in Toledo in diesem Beruf zu arbeiten. Im Jahr 1882 wurde er stellvertretender Staatsanwalt im Lucas County. Danach war er dort sechs Jahre lang eigentlicher Staatsanwalt. Politisch schloss er sich der Republikanischen Partei an.
Bei den Kongresswahlen des Jahres 1894 wurde Southard im neunten Wahlbezirk von Ohio in das US-Repräsentantenhaus in Washington, D.C. gewählt, wo er am 4. März 1895 die Nachfolge des Demokraten Byron F. Ritchie antrat. Nach fünf Wiederwahlen konnte er bis zum 3. März 1907 sechs Legislaturperioden im Kongress absolvieren. In diese Zeit fiel der Spanisch-Amerikanische Krieg von 1898. Von 1899 bis 1907 war er Vorsitzender des Committee on Coinage, Weights, and Measures. Im Jahr 1906 wurde er nicht wiedergewählt.
Nach dem Ende seiner Zeit im US-Repräsentantenhaus praktizierte James Southard wieder als Anwalt in Toledo, wo er am 20. Februar 1919 starb.